# Kajsa Snihs
Kajsa Snihs, née le 19 janvier 1990 à Skara est une coureuse cycliste suédoise, spécialiste du VTT cross-country et du cyclo-cross.

## Palmarès en VTT

### Championnats du monde
- Lillehammer 2014
  - 8e du cross-country eliminator

### Coupe du monde
- Coupe du monde de cross-country espoirs
  - 2012 : 7e du classement général

### Championnats d'Europe
- Saint-Wendel 2008
  -  Médaillée de bronze du cross-country juniors
- Dohňany 2011
  - 10e du cross-country espoirs
- Moscou 2012
  - 8e du cross-country espoirs

### Championnats de Suède
- 2011
  - 2e du cross-country
- 2012
  - 3e du cross-country
- 2013
  - 2e du cross-country
- 2014
  - 3e du cross-country

## Palmarès en cyclo-cross
- 2008-2009
  -  Championne de Suède de cyclo-cross
- 2009-2010
  -  Championne de Suède de cyclo-cross
- 2010-2011
  -  Championne de Suède de cyclo-cross
- 2011-2012
  - 2e du championnat de Suède de cyclo-cross

## Palmarès sur route
- 2008
  - Tjejtrampet
  - 2e du championnat de Suède sur route juniors